# 보로파구스
보로파구스(Borophagus)는 개과 보로파구스아과의 멸종한 동물이다. 마이오세 말기에서 플리오세 말기까지 북아메리카에 서식했다.
생김새가 하이에나를 닮았다. 조상들에 비해서 덩치는 작아졌으나 뼈를 으스러뜨릴 수 있는 턱힘은 더욱 강해졌다. 플리오세를 거치면서 보로파구스속은 개속(Canis)의 에드워드늑대 및 다이어늑대와의 경쟁에서 밀려 도태했다.

## 특성
보로파구스속의 전형적인 특징은 툭 튀어나온 이마와 강력한 턱이다. 이러한 요소 때문에 학자들은 오래 전부터 보로파구스속 개들을 청소동물로 추정했다. 무엇이든 으깨어버리는 소구치와 강력한 턱 근육은 드러나 있는 뼈를 구대륙에 서식하는 하이에들 만큼이나 깨부수곤 했을 것이다. 하지만 보로파구스의 화석이 지형학상 널리 분포해 있고 그만큼 풍족한 수준이다. 이로 인해 일부 고생물학자들은 보로파구스가 홀로 먹이를 먹는 시체 청소부가 그렇게 많은 개체 수를 보유할 수가 없기 때문에 당시에 활동적인 우점 포식동물인 것이 틀림없다 주장하고 있다. 이들은 뼈를 깨먹는 능력을 갖춘 육식동물이 점박이하이에나처럼 전부 청소동물은 아님을 꼽았으며, 그 대신 시체의 온전한 활용을 선호하는 무리 사냥에서 적응 형태로서의 분골 능력에 대해 설명한다. 보로파구스의 똥화석(糞石)은 더욱이 분골 능력을 지지해주는 동시에 오늘날 북아메리카 대륙의 생태계에서는 전혀 알 수 없는 생태적 지위를 점유했음을 가리키고 있다. 이러한 똥화석의 발견은 보로파구스가 사회적 무리 사냥꾼이었을 수도 있음을 내비친다.
보로파구스 성체는 몸 길이가 약 80cm 정도였을 것으로 추정되며 매우 강력한 몸집을 가졌어도 그 덩치는 코요테와 비슷하다.

## 고생태 요소
보로파구스는 동시대에 아그리오테리움속의 곰(Agriotherium)과 고양이류의 바르부로펠리스속(Barbourofelis) 뿐만 아니라 마카이로두스 계열의 검치호, 암피마카이로두스 콜로라덴시스(Amphimachairodus coloradensis)에 이어 개과 동물인 에피키온(Epicyon)과 동시기에 미국 텍사스 주의 커피 랜치(Coffee Ranch)와 비슷한 곳에서 같이 살았다. 이들 전부가 보로스에게 있어 먹이와 영역으로 종종 치고 받고 싸우던 잠재한 경쟁자들이었다. 그러면서도 보로파구스는 이들이 죽인 먹이를 손쉽게 얻어먹을 수 있었을 것이다(may have readily scavenged). 보로파구스의 먹잇감은 낙타(아에피카멜루스 Aepycamelus), 가지뿔영양(코소릭스 Cosoryx), 말(네오히파리온 Neohipparion과 나니푸스Nanippus), 원시 페커리 프로스테놉스(Prosthennops) 같은 초식동물로 이루어져 있다. 하마를 닮은 텔레오케라스 같은 코뿔소류도 사냥했는데, 여기 전부 사냥과 시체 섭취로 충분한 고기를 충당할 수 있었다.